# Bauyrżan Momyszuły (miejscowość)
Bauyrżan Momyszuły – wieś w południowym Kazachstanie, w obwodzie żambylskim. Liczy 10 500 mieszkańców (2006). Ośrodek przemysłu spożywczego.